# Hélène Ségara
Hélène Ségara är en fransk sångerska född den 26 februari 1971 i Six-Fours-les-Plages, Var, Provence-Alpes-Côte d'Azur, Frankrike.

## Fotnoter
1. ↑  Internet Movie Database, IMDb-ID: nm0993340co0047972, läst: 14 juli 2016.[källa från Wikidata]
2. ↑  Discogs, Discogs artist-ID: 534290, läst: 9 oktober 2017.[källa från Wikidata]
3. ↑  GeneaStar, GeneaStar person-ID: rizzoh.[källa från Wikidata]